# 최연걸
최연걸은 대한민국의 텔레비전 드라마 작가이다. 

## 드라마
- 2016년 MBC 아침 일일연속극 《좋은사람》 ... 공동집필
- 2017년 MBC 아침 일일연속극 《훈장 오순남》 ... 집필
- 2019년 MBC 저녁 일일연속극 《용왕님 보우하사》 ... 집필
- 2024년 MBC 저녁 일일연속극 《용감무쌍 용수정》 ... 집필